# Цитраконовая кислота
Цитраконовая (метилмалеиновая) кислота — двухосновная непредельная кислота. Является изомером мезаконовой кислоты.

## Свойства
Цитраконовая кислота представляет собой бесцветное кристаллическое вещество, растворимое в воде, этаноле и диэтиловом эфире, нерастворимое в бензоле, сероуглероде и лигроине. Проявляет кислотные свойства (K1=3,8·10-3), вступает в реакции по обеим карбоксильным группам — диметиловые и диэтиловые эфиры, дихлорангидриды.
При нагревании переходит в цитраконовый ангидрид, при нагревании с гидроксидом натрия изомеризуется в мезаконовую кислоту.

## Получение и применение
Синтез цитраконовой кислоты осуществляется при осторожном нагревании лимонной кислоты. Цитраконовая кислота используется в качестве сополимера при поликонденсации акриламида, фталевого ангидрида и гликолей.